# مرغ مقلد (بازی تاج‌وتخت)
«مرغ مقلد» (به انگلیسی: Mockingbird) هفتمین اپیزود از فصل چهارم سریال درام-فانتزی آمریکایی، بازی تاج‌وتخت، و به‌طور کلی سی و هفتمین اپیزود پخش شده از این مجموعه است. این اپیزود در تاریخ ۱۸ مه ۲۰۱۴ در ایالات متحده و کانادا از شبکه کابلی اچ‌بی‌او به نمایش درآمد. کارگردانی این اپیزود بر عهده آلیک ساخارف بوده است. مت فولر از آی‌جی‌ان امتیاز ۸٫۶ از ۱۰ را به این اپیزود داد. این اپیزود با داشتن بیش از ۷٫۲۰ میلیون بیننده تمام رکوردهای پیشین را شکست.